# Pietro Maletti
Pietro Maletti (né le 24 mai 1880 et mort le 9 décembre 1940) est un officier italien qui participe à la Première Guerre mondiale, à la seconde guerre italo-éthiopienne et à la Seconde Guerre mondiale. Il est tué durant les premières phases de la guerre du désert au commandement du Groupe Maletti.

## Biographie
Né à Castiglione delle Stiviere en Lombardie, Pietro Maletti s'engage en 1898 comme volontaire dans l'Armée royale. Il est admis à l'académie militaire de Modène en 1904.
En 1917, lors du premier conflit mondial, il est envoyé en Libye italienne. Il y reste jusqu'en 1934, bien après la fin de la guerre, afin de mater la résistance libyenne indépendantiste. En 1926, il est promu au grade de lieutenant-colonel (Tenente Colonnello) et retourne brièvement en Italie. En janvier 1931, lors de la reprise de Koufra aux mains des indépendantistes libyens, il est promu par Rodolfo Graziani au grade de colonel (Colonnello).
En 1935, alors qu'il était rentré en Italie depuis un an, il est appelé au Somaliland italien lors de la seconde guerre italo-éthiopienne. Il reste en Afrique orientale italienne jusqu'en avril 1937, à la tête de la 2e brigade coloniale. En juin 1938, il est promu au grade de major-général (Generale di divisione) et prend le commandement de la 28e division d'infanterie « Aosta ».
En septembre 1940, il commande ses troupes lors de l'invasion italienne de l'Égypte. Il est tué lors de la contre-offensive des Britanniques en décembre 1940 (opération Compass) alors qu'il commandait le Groupe Maletti.